# Porta Pinciana
La Porta Pinciana est une porte du mur d'Aurélien à Rome construite en 403. Située entre la Porta del Popolo et la Porta Salaria, elle se trouve dans le quartier du Pinciano, à l'extrémité nord de la Via Veneto, tout en étant proche de la Villa Borghèse.

## Histoire
Le nom de la porte dérive des Gens Pincia. Elle a également porté le nom de porta Turata, car elle était murée, et de Porta Salaria Vetus, car plus ancienne et secondaire de la Porta Salaria.
Cette porte construite sous Flavius Honorius en 403, à partir d'une antique porte secondaire du mur d'Aurélien, est constituée d'un arc central en travertin et flanquée de deux tours semi-cylindriques, hautes d'une vingtaine de mètres. Au terme de ces améliorations, la porte devint une véritable citadelle défensive de la partie nord de Rome.
Une légende datant du Moyen Âge dit que le général byzantin Bélisaire, devenu vieux et aveugle, faisait la mendicité sur cette porte au VIe siècle. Il restait une inscription (Date obolum Belisario)  encore visible de cette époque au XIXe siècle mais cette histoire semblerait être dénuée de réalité historique.

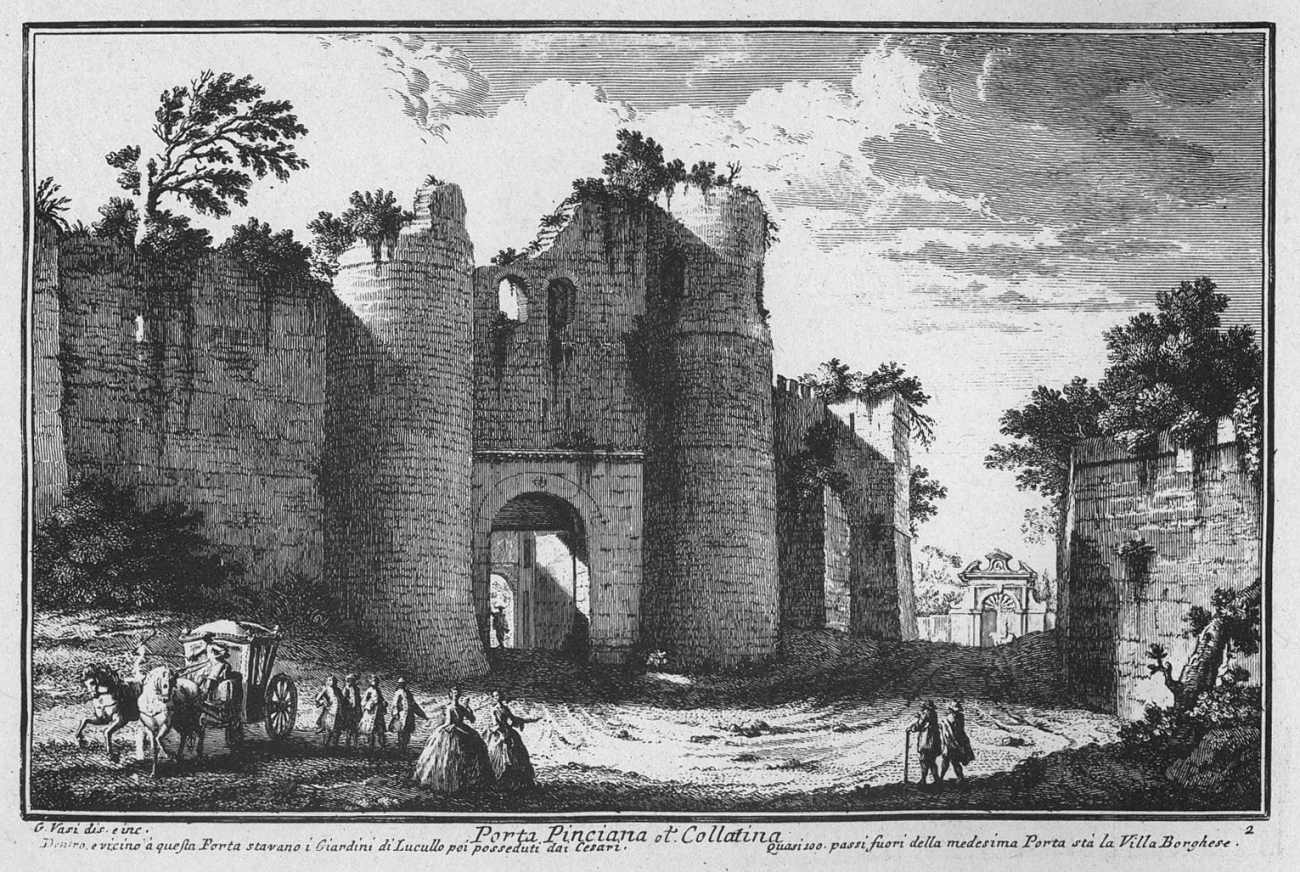
La porta Pinciana sur une gravure de Giuseppe Vasi
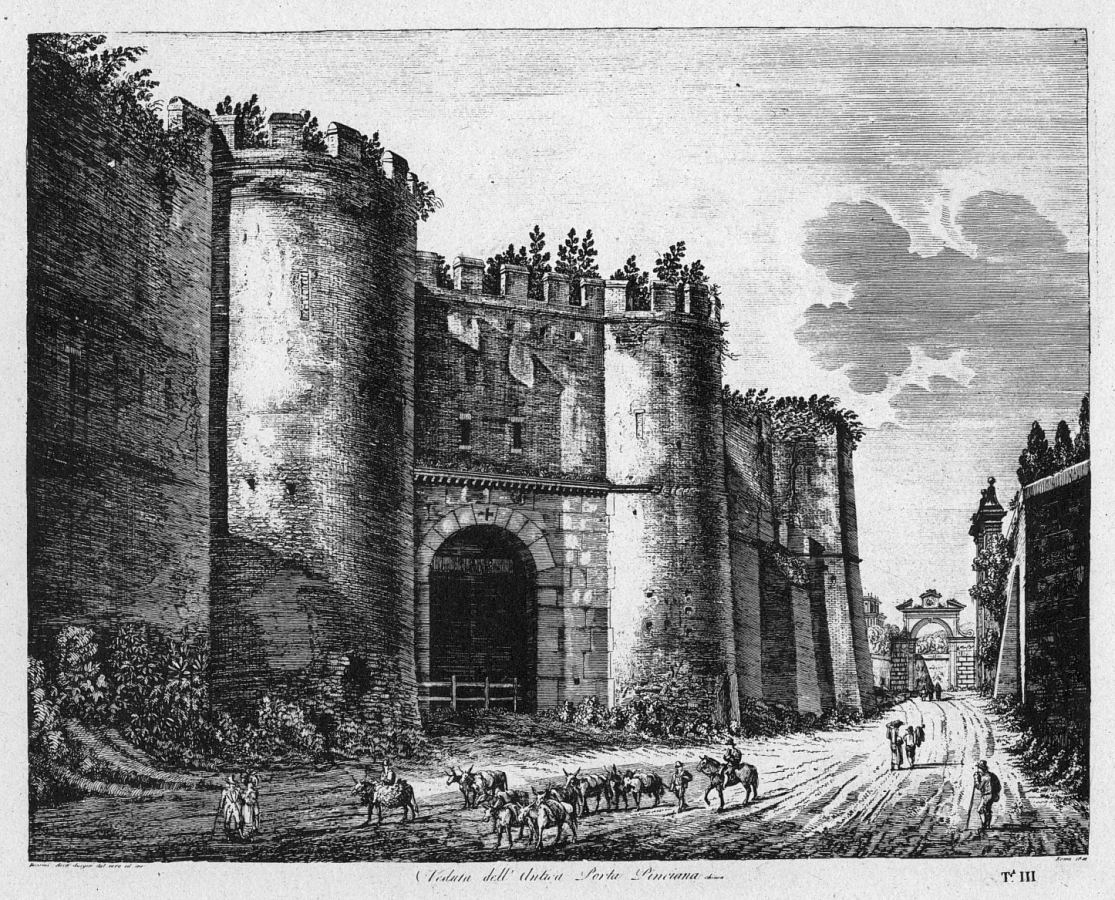
La porta Pinciana sur une gravure de Luigi Rossini